# يوجينة بوجاك
يوجينة بوجاك (بالسلوفينية: Eugenia Bujak؛ بالبولندية: Eugenia Bujak) هي دراجة بولندية وسلوفينية، ولدت في 25 يونيو 1989 في Lentvaris ‏ في ليتوانيا.

## سجل الفوز

### سباقات أو مراحل فاز بها
| التاريخ       | السباق                                                        | المركز                  |
| ------------- | ------------------------------------------------------------- | ----------------------- |
| 24 يونيو 2010 | سباق الدراجات ضد الساعة للسيدات في بطولة بولندا 2010          |                         |
| 23 يونيو 2011 | سباق الدراجات ضد الساعة للسيدات في بطولة بولندا 2011          |                         |
| 21 يونيو 2012 | سباق الدراجات ضد الساعة للسيدات في بطولة بولندا 2012          |                         |
| 19 يونيو 2013 | سباق الدراجات ضد الساعة للسيدات في بطولة بولندا 2013          |                         |
| 22 يونيو 2013 | سباق الطريق للسيدات في بطولة بولندا لسباق الدراجات 2013       |                         |
| 01 يناير 2014 | 2014 Gracia-Orlová                                            |                         |
| 01 يناير 2014 | 2014 UEC European Track Championships – women's points race   |                         |
| 18 أبريل 2014 | 2014 Winston-Salem Cycling Classic                            | الثالث في التصنيف العام |
| 06 يونيو 2014 | 2014 Nagrada Ljubljane TT                                     | الرابع في التصنيف العام |
| 25 يونيو 2014 | سباق الدراجات ضد الساعة للسيدات في بطولة بولندا 2014          |                         |
| 01 يناير 2015 | 2015 Gracia-Orlová                                            |                         |
| 24 يونيو 2015 | سباق الدراجات ضد الساعة للسيدات في بطولة بولندا 2015          |                         |
| 27 يونيو 2015 | سباق الطريق للسيدات في بطولة بولندا لسباق الدراجات 2015       |                         |
| 27 أغسطس 2016 | جي بي دي بلواي 2016                                           | الأول في التصنيف العام  |
| 18 يوليو 2017 | سباق تورينجيا للسيدات 2017                                    |                         |
| 08 يونيو 2018 | سباق الدراجات ضد الساعة للسيدات في بطولة سلوفينيا 2018        |                         |
| 07 يونيو 2019 | سباق الدراجات ضد الساعة للسيدات في بطولة سلوفينيا 2019        |                         |
| 30 يونيو 2019 | سباق الطريق للسيدات في بطولة سلوفينيا 2019                    |                         |
| 17 يونيو 2021 | سباق الطريق ضد الساعة للسيدات في بطولة سلوفينيا 2021          |                         |
| 20 يونيو 2021 | سباق الطريق للسيدات في بطولة سلوفينيا 2021                    |                         |
| 23 يونيو 2022 | سباق الزمن على الطريق للسيدات في بطولة سلوفينيا 2022          |                         |
| 26 يونيو 2022 | سباق الطريق للسيدات في بطولة سلوفينيا 2022                    |                         |
| 27 يونيو 2025 | 2025 Slovenia National Road Cycling Championships - Women ITT |                         |
| 29 يونيو 2025 | 2025 Slovenia National Road Cycling Championships - Women RR  |                         |

## وصلات خارجية
- يوجينة بوجاك على موقع الاتحاد الدولي للدراجات (الإنجليزية)
- يوجينة بوجاك على موقع أرشيف الدراجات (الإنجليزية)
- يوجينة بوجاك على موقع إحصائيات الدراجات الإحترافية (الإنجليزية)
- يوجينة بوجاك على موقع نسبة الدراجات (الإنجليزية)
- يوجينة بوجاك على موقع CycleBase (الإنجليزية)
- يوجينة بوجاك على موقع اللجنة الأولمبية الدولية (الإنجليزية)
- يوجينة بوجاك على موقع أوليمبيديا (الإنجليزية)